# Dan Șucu
Dan Viorel Șucu (n. 25 aprilie 1963, București, România) este un antreprenor român, cunoscut în special pentru contribuția sa în dezvoltarea industriei de mobilier din România. De asemenea, este patronul echipelor de fotbal Rapid București și Genoa CFC. Cu o avere estimată la 300 milioane de euro, se află pe poziția 24 în clasamentul Forbes din 2024 al celor mai bogați români

### Activitate antreprenorială
În anul 1993, Dan Șucu a fondat Mobexpert, care avea să devină unul dintre cele mai mari branduri de mobilier din România. Mobexpert este o companie vertical integrată, reunind activități de retail, producție și export. Grupul are aproximativ 2.100 de angajați și o cifră de afaceri anuală de circa 261 de milioane de euro.

### Investiții în imobiliare și media
Pe lângă activitatea din industria mobilei, Dan Șucu este un investitor activ în sectorul imobiliar, fiind implicat în dezvoltarea unor proiecte rezidențiale și comerciale importante din România.
Începând cu anul 2022, el a intrat și în domeniul media, devenind acționar majoritar al Ziarului Financiar, principalul cotidian de afaceri din țară.

### Implicare în sport
Dan Șucu este de asemenea, acționarul majoritar al clubului de fotbal Rapid București, deținând 90% din acțiuni. Sub conducerea sa, clubul a investit masiv în infrastructură sportivă, incluzând un centru modern pentru echipa de seniori și academia de juniori, care numără peste 800 de tineri jucători[2]. Acesta promovează fotbalul ca instrument de integrare socială și susține implicarea tinerilor în sport, cu scopul de a contribui la revitalizarea performanțelor sportive din România.
În 2024, Dan Șucu a făcut un pas important pe scena fotbalului internațional, devenind co-acționar la clubul italian Genoa C.F.C., echipă de tradiție din Serie A. Această investiție marchează extinderea intereselor sale în sport la nivel european, cu obiectivul de a învăța din modele de succes și a crea punți între fotbalul românesc și cel occidental.

## Activitate instituțională
Din 2021, Dan Șucu este președinte al Confederației Patronale Concordia, cea mai importantă organizație a companiilor private din România. Sub conducerea sa, Concordia a devenit un partener social activ, implicat în dialogul cu Guvernul, sindicatele și alți actori din mediul economic și politic.

## Viață personală
Dan Viorel Șucu este căsătorit, din aprilie 2007, cu Diana Valentina Șucu, fostă prezentatoare TV și actuală antreprenoare în domeniul designului interior. Împreună au doi copii: Dan Matei și Petru Andrei Cristian.